# 二木谦吾
二木谦吾（1897年1月1日—1983年12月20日），山口县人，日本政治家、教育家。
1962年，代表日本自由民主党当选参议员，曾任参议院文教委员会委员长、参议院外务委员会委员长、飞机输入调查特别委员会委员长。1967年11月，任大藏省改务次官。后任自民党众、参两院议员总会会长，宇部商社社长、宇部学园理事长、山口县观光联盟会长。1980年在参议院选举中落选。